# John Hemphill
John Hemphill (Chester megye, 1803. december 18. – Richmond, 1862. január 4.) az Amerikai Egyesült Államok szenátora (Texas, 1859–1861).